# 6-й Верхний переулок
6-й Ве́рхний переулок — переулок в Выборгском районе Санкт-Петербурга. Проходит от проспекта Энгельса до проспекта Культуры.

## История
Переулок получил название 4 июля 1977 года. В 1984—1987 у перекрестна с Домостроительной улицей (участок 1) был построен Ленинградский молочный комбинат № 5 (после 1991 — молочный комбинат «Балтийское молоко»). С 1988 по 2002 заводом владела Петербургская молочная компания «Роска», после чего он вошел в состав холдинга «Вимм-Билль-Данн». В 2010 изменилось архитектурное решение здания комбината, выходящего на 6-й Верхний переулок — в оформлении появились цвета и символика торговой группы.
Рядом, на части той же территории (участок 1А) в 2008—2009 году разместились производственные мощности молочного комбината «Петмол», территория которого на углу Московского проспекта и Обводного канала была продана под застройку жильём и бизнес-центрами.
Напротив «молочного кластера», угол Домостроительной улицы и чётной стороны переулка (участок 2) оформлен монументальным зданием Завода по производству систем программного управления для станков с ЧПУ. Проект был разработан в Проектном институте № 1 Минсевзапстроя СССР (архитекторы М. О. Овчаров и В. Г. Родителев), за технологическую часть комплекса отвечал институт «Гипростанок». Лицевые корпуса были сданы в 1992 году.
В конце 1980-х вдоль нечётной стороны переулка (участок 3—5) был построен Пивоваренный завод «Балтика», который начал производство в 1990 году.
В 2000 году рядом с «Балтикой» начал работу Солодовенный завод «Суффле Санкт-Петербург» (участок 7Б), принадлежавший Groupe Soufflet и связанный с «Балтикой» производственным циклом; он считается первой крупной современной солодовней в России, построенной после распада СССР.
В 2003 году для компании «Балтика» было построено новое здание, на другой стороне переулка (дом 4), соединённое с основной площадкой двумя остеклёнными переходами, по одному из которых проходит пивопровод.
Участок 10 также принадлежит компании «Балтика» — там находится здание газотурбинной теплоэлектростанции (ТЭС), построенной в 2002 году (полностью введена в строй в 2003) после масштабной аварии аварии на энергосетях промзоны «Парнас».

## Общественно значимые объекты
- Пивоваренная компания «Балтика» (участок 3—5)
- Солодовенный завод «Суффле Санкт-Петербург» (участок 7Б)

## Транспорт
Ближайшая к 6-му Верхнему переулку станция метро — «Парнас».

## Пересечения
- проспект Энгельса
- Домостроительная улица
- проспект Культуры